# Beecroft Peninsula
Beecroft Peninsula är en halvö i Australien. Den ligger i delstaten New South Wales, i den sydöstra delen av landet, omkring 140 kilometer söder om delstatshuvudstaden Sydney.
I omgivningarna runt Beecroft Peninsula växer i huvudsak städsegrön lövskog. Genomsnittlig årsnederbörd är 1 488 millimeter. Den regnigaste månaden är mars, med i genomsnitt 218 mm nederbörd, och den torraste är juli, med 41 mm nederbörd.